# Shinohara Osamu
Osamu Shinohara (sinh ngày 26 tháng 10 năm 1971) là một cầu thủ bóng đá người Nhật Bản.

## Sự nghiệp câu lạc bộ
Osamu Shinohara đã từng chơi cho Verdy Kawasaki.